# Bodo Löttgen

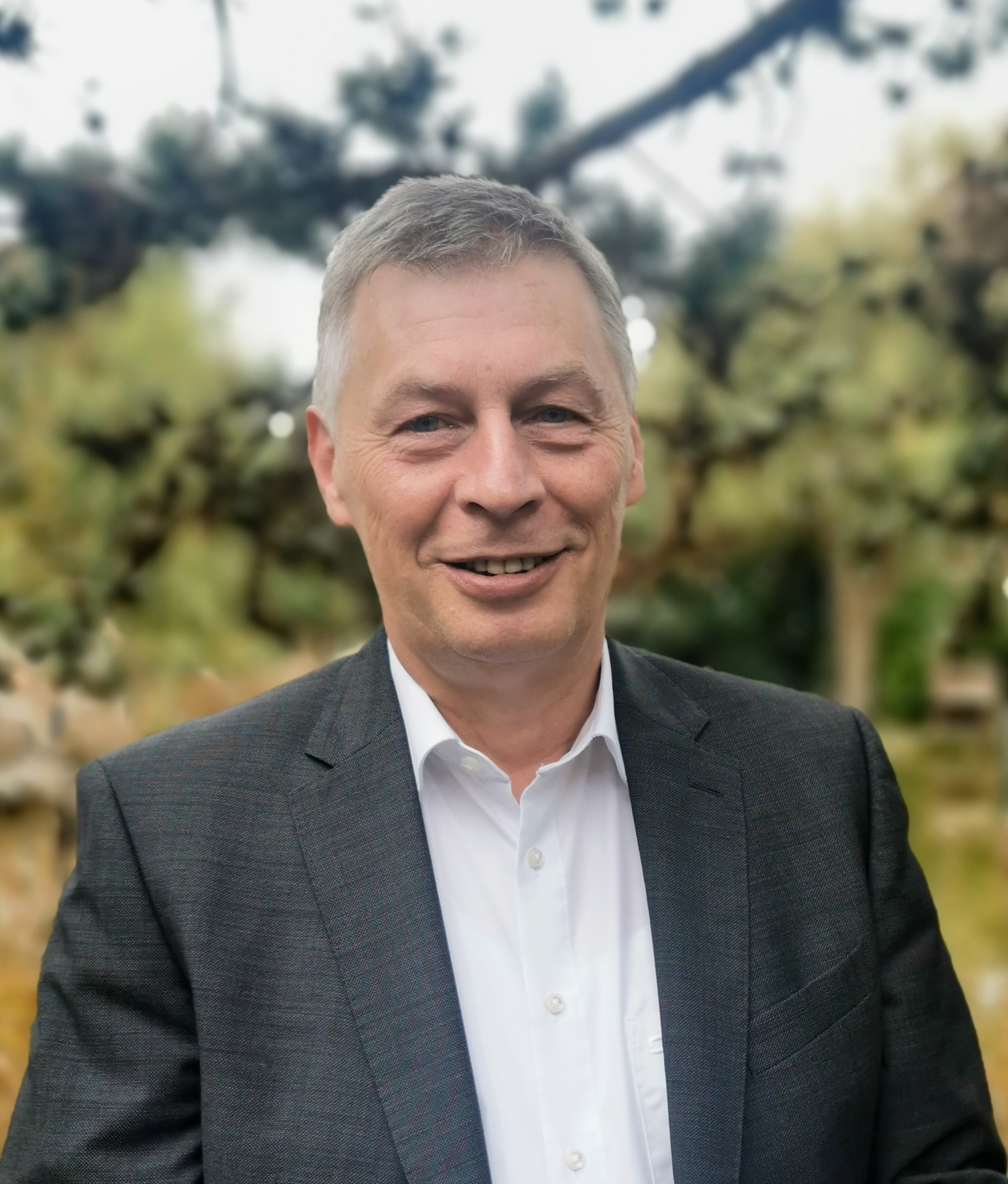
Bodo Löttgen (2021)

Bodo Löttgen (* 5. Mai 1959 in Elsenroth) ist ein deutscher Politiker (CDU). Er war von 2005 bis 2012 und ist seit 2017 Abgeordneter des Landtags von Nordrhein-Westfalen. Von 2012 bis 2017 war Löttgen Generalsekretär der CDU Nordrhein-Westfalen und anschließend bis 2022 CDU-Fraktionsvorsitzender.

## Leben
Löttgen machte nach dem Abitur im Jahr 1979 bis 1981 eine Ausbildung zum Polizeivollzugsbeamten. Von 1981 bis 1984 absolvierte er ein Studium an der Fachhochschule des Bundes für öffentliche Verwaltung, welches er 1984 mit einem Abschluss als Diplom-Verwaltungswirt beendete. Seit 1984 ist er als Kriminalhauptkommissar beim Bundeskriminalamt tätig.

## Politik
Bei der Landtagswahl im Mai 2005 erhielt Löttgen im Wahlkreis Oberbergischer Kreis II 51,1 Prozent der Wählerstimmen und zog in den 14. Landtag NRW ein. Bei der Landtagswahl im Mai 2010 gewann er den Wahlkreis mit 42,2 Prozent der Erststimmen erneut.
Er war ordentliches Mitglied im Ausschuss für Innovation, Wissenschaft, Forschung und Technologie sowie im Ausschuss für Kommunalpolitik und Verwaltungsstrukturreform. Bei der vorgezogenen Landtagswahl im Mai 2012 unterlag er in seinem Wahlkreis dem SPD-Kandidaten Roland Adelmann. Da Löttgen nicht über die Landesliste abgesichert war, schied er aus dem Landtag aus. Am 30. Juni 2012 wurde er Generalsekretär der CDU Nordrhein-Westfalen. Dieses Amt gab er 2017 an Josef Hovenjürgen ab.
Bei der Landtagswahl am 14. Mai 2017 gewann Löttgen den Wahlkreis wieder; er zog in den 17. Landtag von NRW ein und wurde dort am 29. Juni 2017 zum Fraktionsvorsitzenden der CDU gewählt. Nach der Landtagswahl 2022, bei der er seinen Wahlkreis wieder gewann, stellte er das Amt des CDU-Fraktionsvorsitzenden aus persönlichen Gründen zur Verfügung, sein Nachfolger wurde Thorsten Schick.

## Weitere Funktionen
Seit dem 25. November 2019 gehört er dem Aufsichtsrat der Borussia Dortmund GmbH & Co. KGaA an.